# Qualcosa striscia nel buio
Qualcosa striscia nel buio è un film thriller del 1971 diretto da Mario Colucci.

## Trama
I signori Forrest, in viaggio verso la casa di una amica che si è appena sottoposta ad un intervento di chirurgia plastica, a seguito di un temporale che fa cedere un ponte sulla statale, sono costretti a fermare l'automobile. Oltre a loro sono costretti a fermarsi anche altre persone, che lì passavano con la propria macchina. Si tratta del dottor Williams e della sua assistente Susan West, del letterato Mel Lawrence e dell'ispettore Wright che, insieme a un funzionario, sta scortando Spike, un pericoloso criminale pluriomicida. Grazie all'intervento dell'ispettore trovano accoglienza in una villa vicina ancora abitata, dopo la recente morte della proprietaria, dal maggiordomo Sam e dalla sua consorte. Nonostante il maggiordomo sconsigli a tutti loro la permanenza nella villa, l'ispettore, considerato il suo compito di sorveglianza su Spike, insiste per entrare. Una volta accomodatisi, la signora Forrest, nonostante il parere contrario degli altri, coinvolge suo marito e il letterato Lawrence in una seduta spiritica: il signor Forrest, a detta della moglie, è infatti un ottimo medium. Da quel momento la situazione precipita e viene commessa una serie di delitti.